# A Fiumei úti sírkert ravatalozója és boncterme
A Fiumei úti sírkert ravatalozója és boncterme egy budapesti temetkezési épület.

## Története
A Fiumei úti sírkert 1849-ben nyílt meg. A halottasház megépítéséről 1879-ben született határozat. A ravatalozója (amelyhez boncterem is készült) már 1880-ban megépült. Tervezője Máltás Hugó budapesti építész volt, akinek a nevéhez több bérház fűződik. Az épületet neoreneszánsz stílusban tervezte meg. 10 évvel később a növekvő igények miatt kibővítették. (Érdekesség, hogy végül a temetőben helyezték nyugalomra magát Máltás Hugót is 1922-es halála után.)
1936-ban Rosner Ármin temető-rendezési tervet nyújtott be, amelyben egy új ravatalozó, temetőkápolna, és igazgatósági terv is szerepelt. 1939-ben ki is írtak egy pályázatot új ravatalozó építésre, ez azonban soha nem készült el, valószínűleg a második világháború miatt. Az 1950-es években ismét felmerült a temetőátalakítás gondolata (több sírboltot el is bontottak), és ismét szóba került egy új ravatalozó építése, de ebből sem lett semmi.